# Богдан Ковачевић
Богдан Ковачевић (Нови Сад, 24. јануар 1937) био је српски сликар и растауратор.

## Биографија
Богдан Ковачевић је дипломирао 1960. на Академији примењених уметности у Београду. Од 1961. радио је као сликар-рестауратор у Покрајинском заводу за заштиту споменика културе. Радио је на конзервацији и рестаурацији античких мозаика из Сирмијума, као и фресака и иконостаса по Војводини. Учествовао је у акцији УНЕСКО-а на спашавању нубијских споменика.
Добитник је награде Друштва конзерватора Србије (1994).